# Кривобокове
Кривобокове́ — село в Україні, у Синельниківському районі Дніпропетровської області. Входить до складу Покровської селищної громади. Населення становить 82 особи. Колишній орган місцевого самоврядування — Орлівська сільська рада.

## Географія
Село Кривобокове знаходиться на відстані 1 км від сіл Киричкове і Маяк. По селу протікає пересихаючий струмок з загатою.

## Назва
Назва походить від степової балки Кривобокої, у якій спочатку утворився однойменний хутір, з якого постало село.

## Історія
Виникло на хвилі столипінської реформи, коли в 1910—1912 роках селяни поселялися біля своїх ділянок — «відрубів» в степу.
12 червня 2020 року, відповідно до розпорядження Кабінету Міністрів України № 709-р від «Про визначення адміністративних центрів та затвердження територій територіальних громад Дніпропетровської області», увійшло до складу Покровської селищної громади.
19 липня 2020 року, в результаті адміністративно-територіальної реформи і ліквідації Покровського району, село увійшло до складу новоутвореного Синельниківського району.